# In My Country
In My Country (no Brasil: Em Minha Terra; em Portugal: Um Amor em África) é um filme norte-americano lançado em 2004 do gênero drama dirigido por John Boorman. Foi filmado nos Estados Unidos, na Irlanda e África do Sul.

## Sinopse
Langston Whitfield (Samuel L. Jackson) é um jornalista negro norte-americano que é enviado pelo Washington Post à África do Sul, em 1995. Seu objetivo é fazer a cobertura dos depoimentos ouvidos na Comissão da Verdade e Reconciliação, que julga os brutais crimes cometidos durante o período do apartheid. 
Ao longo das audiências, vítimas e criminosos são colocados frente a frente. Langston toma conhecimento de relatos violentos e cruéis, que desafiam sua imaginação e despertam sua consciência. 

## Elenco
- Samuel L. Jackson .... Langston Whitfield
- Juliette Binoche .... Anna Malan
- Brendan Gleeson .... De Jager
- Menzi Ngubane .... Dumi Mkhalipi
- Sam Ngakane .... Anderson
- Aletta Bezuidenhout .... Elsa
- Lionel Newton .... Edward Morgan
- Langley Kirkwood .... Boetie
- Owen Sejake .... Reverendo Mzondo
- Harriet Lenabe .... Albertina Sobandia
- Louis Van Niekerk .... Willem Malan
- Fiona Ramsey .... Felicia Rheinhardt
- Dan Robbertse .... De Smidt
- Robert Hobbs .... Van Deventer
- Lwando Nondzaba .... Peter Makeba

## Prêmios
Festival de Berlim - 2004
- Winner of Diamond Cinema for Peace Award 2004